# شهرستان تیموفسکی
شهرستان تیموفسکی (به لاتین: Tymovsky District) یک شهرستان در روسیه است که در استان ساخالین واقع شده‌است.